# 오폴레군 (루블린주)

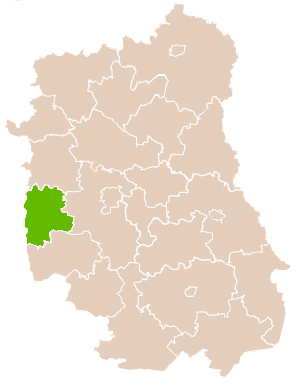
루블린주 지도에 표시된 오폴레군의 위치

오폴레군(폴란드어: powiat opolski)은 폴란드 루블린주에 위치한 군으로 군청 소재지는 오폴레루벨스키에이며 면적은 804.14km2, 인구는 59,551명(2019년 기준), 인구 밀도는 74명/km2이다.
북쪽으로는 푸와비군, 동쪽으로는 루블린군, 남동쪽으로는 크라시니크군, 남서쪽으로는 시비엥토크시스키에주 오파투프군, 서쪽으로는 마조프셰주 립스코군, 북서쪽으로는 마조프셰주 즈볼렌군과 접한다. 7개 지방 자치체(3개 도시형 농촌, 4개 농촌)를 관할한다.

군기
군 문장